# سقزچی (سرآب)
سقزچی، روستایی از توابع بخش مرکزی شهرستان سرآب در استان آذربایجان شرقی ایران است.
این روستا در بالای کوه قرار دارد و در درۀ آن، رودخانه‌ای جریان دارد. آب و هوای این روستا در کل سال بسیار سرد است به طوری که در تابستان، بر روی کوه‌ها مه غلیظ مشاهده می‌شود.

## جمعیت
این روستا در دهستان صائین قرار دارد و براساس سرشماری مرکز آمار ایران در سال ۱۳۸۵، جمعیت آن ۱۰۸ نفر (۲۵ خانوار) بوده‌است.